# تیلورزتاون (پنسیلوانیا)
تیلورزتاون (به انگلیسی: Taylorstown) یک منطقهٔ مسکونی در ایالات متحده آمریکا است که در شهرستان واشینگتن، پنسیلوانیا واقع شده‌است. تیلورزتاون ۲۱۷ نفر جمعیت دارد.